# Eremopsylloides fedtschenkoi
Eremopsylloides fedtschenkoi är en insektsart som först beskrevs av Löw 1881.  Eremopsylloides fedtschenkoi ingår i släktet Eremopsylloides och familjen rundbladloppor. Inga underarter finns listade i Catalogue of Life.